# Widerøe
Widerøe's Flyveselskap AS, conhecida apenas como Widerøe, é uma companhia aérea norueguesa e é a maior companhia aérea regional que opera nos países nórdicos. A sua frota composta por 41 aviões Bombardier Dash 8 e 1 avião Embraer 190E-2 serve 41 destinos domésticos e 6 destinos internacionais. A Widerøe tem um volume de negócios de 2,9 bilhões de kr; transporta 2 930 000 de passageiros anuais; tem 3 000 funcionários e executa 400 decolagens e aterragens por cada dia. Obrigação de serviço público de serviços para os aeroportos regionais compõem um pouco menos da metade do Widerøe operações. A obrigação de serviço público para os aeroportos regionais representa um pouco menos da metade das operações da Widerøe. Os restantes serviços são para aeroportos principais no norte da Noruega, e serviços a partir do Aeroporto de Sandefjord, Torp e do Aeroporto de Bergen, Flesland para outros aeroportos principais e alguns serviços internacionais a partir do Aeroporto de Oslo Gardermoen; Sandefjord, Torp; Kristiansand, Kjevik; Stavanger, Sola; Bergen, Flesland e Trondheim, Værnes.
A sede da empresa fica em Bodø, embora mantenha um grande centro administrativo em Lysaker. As principais bases são o Aeroporto de Sandefjord, Torp, Aeroporto de Bodø, Aeroporto de Tromsø, Langnes, Aeroporto de Bergen, Flesland e Aeroporto de Oslo Gardermoen. As operações da Widerøe estão focadas no trânsito ponto-a-ponto, embora a companhia aérea essencialmente alimente companhias aéreas de curso médio e internacional. A Widerøe possui acordos de interline e participa da EuroBonus para voos internacionais.
A companhia aérea foi fundada em 1934 e estava envolvida em várias actividades gerais de aviação. Em 1936, Widerøe iniciou voos de hidroavião e, a partir de 1940, voos de ambulância. Durante as décadas de 1940 e 1950, a companhia aérea aumentou as suas rotas de hidroaviões e estabeleceu uma frota baseada nas aeronaves de Havilland Canada DHC-3 Otter e Noorduyn Norseman. A partir de 1968, a Widerøe começou a voar para STOLports construídos no norte e oeste da Noruega usando DHC-6 Twin Otters, e mais tarde também com o de Havilland Canada Dash 7. Em 1989, a Widerøe comprou a Norsk Air e começou a prestar serviços em Sandefjord. Durante os anos 90, substituiu todas as suas aeronaves por aeronaves de Havilland Canada Dash 8; nos anos 2000 foi comprada pelo Grupo SAS e assumiu as operações da SAS Commuter no norte da Noruega. Em 2010, a Widerøe assumiu os serviços regionais da SAS no oeste da Noruega.

## História

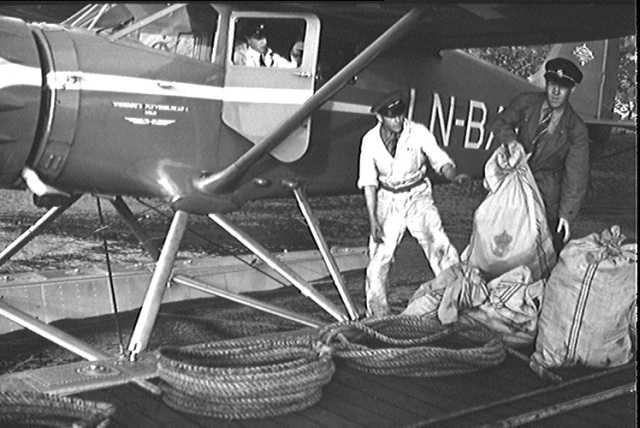
Carregamento de uma aeronave Stinson Reliant em Oslo, em 1936

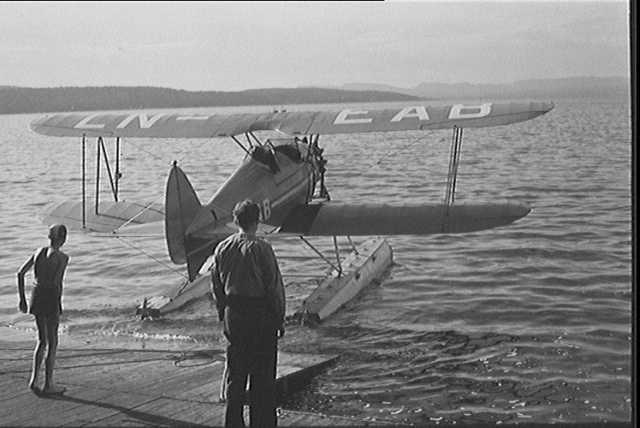
Um Waco RNF, em Ingierstand, em 1937

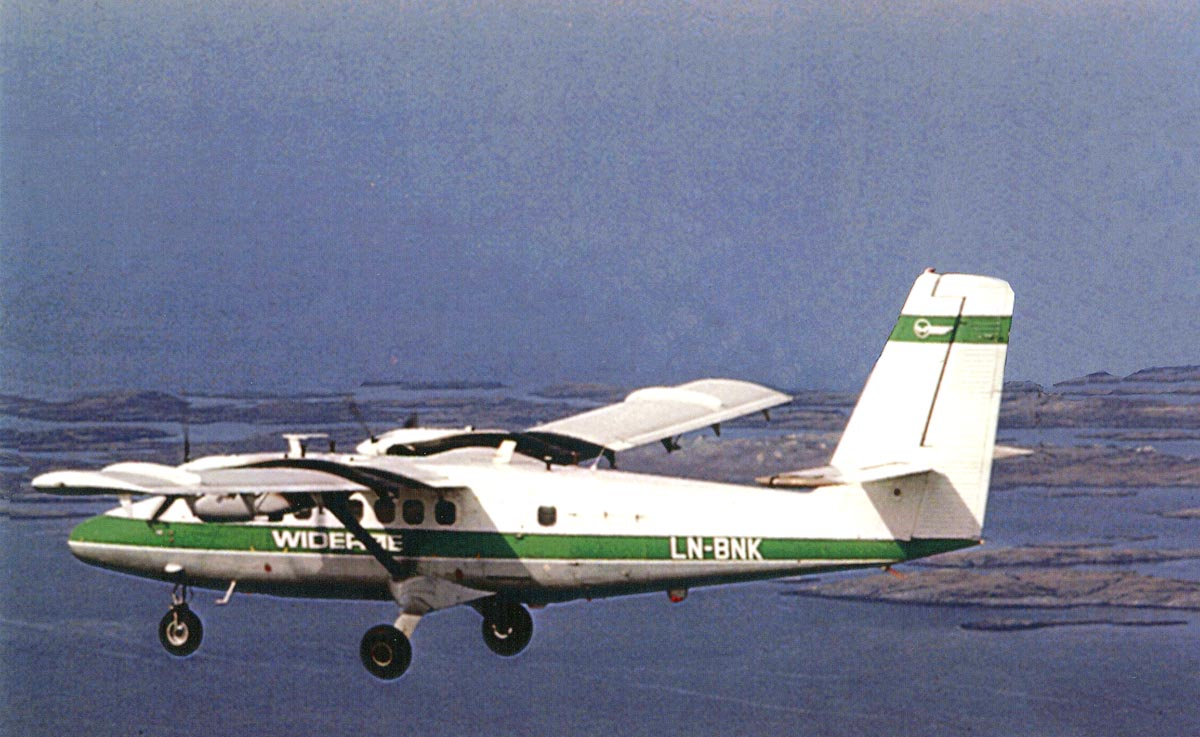
Um de Havilland Canada DHC-6 Twin Otter, em 1970

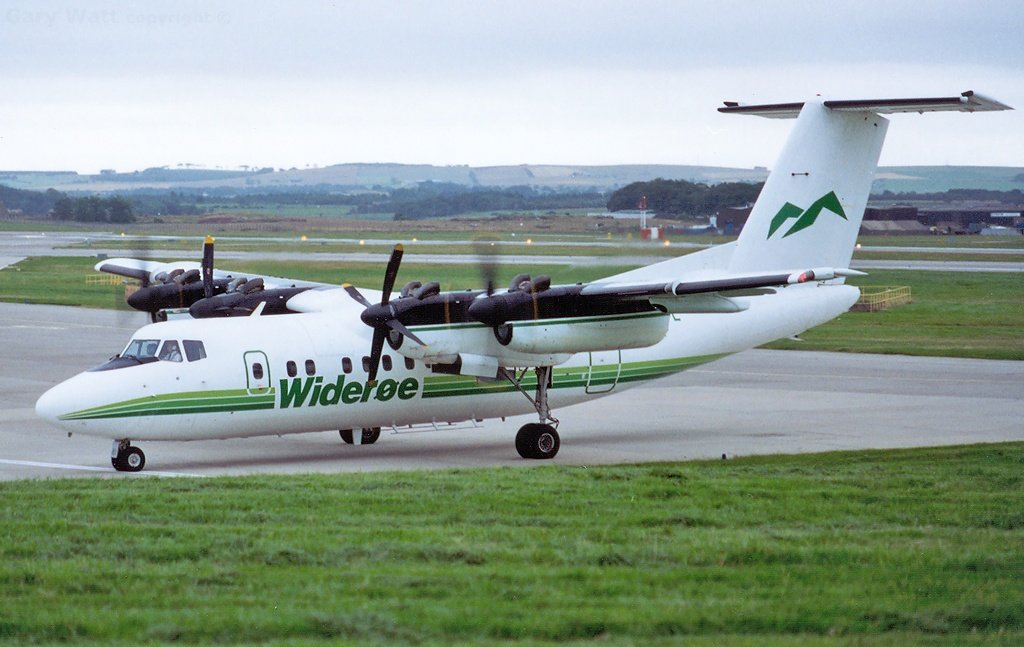
Um de Havilland Canada DHC-7 Dash 7, no Aeroporto de Aberdeen, Escócia, em 1993

A Widerøe foi fundada sobre as fundações de dois pequenos operadores de aeronaves. A primeira foi a empresa Lotsberg & Skappel. A outra foi a Widerøe & Bjørneby, fundada por Viggo Widerøe e Halvor Bjørneby. Durante o Inverno, eles estacionavam as aeronaves em resorts nas montanhas e geravam receitas lançando esquiadores na natureza. Foram introduzidos os voos publicitários, nos quais uma empresa ou o nome de um produto era pintado na fuselagem de uma aeronave, com uma versão de luz neon por baixo, e os panfletos caíam no meio do voo.
No dia 19 de Fevereiro de 1934, a Widerøe's Flyveselskap A/S foi fundada por Viggo Widerøe, Einar Isdahl e Arild Widerøe. Em 1935, a empresa entrou no negócio da cartografia. Em 1937, a empresa fez 44 voos ao longo da costa da Antártica, cobrindo 4 000 km de costa e pelo menos 50 km para o interior. Esses voos foram encomendados por Lars Christensen para a cartografia. Durante 1938, a oficina da empresa em Bogstad e a Birger Hønningstad iniciaram uma joint venture na qual a Widerøe construiu a aeronave Hønningstad Norge.
Após a eclosão da II Guerra Mundial, todos os pilotos foram recrutados para o serviço militar e houve uma proibição da aviação civil. Em 1940, a empresa iniciou voos aéreos de ambulância para os militares. Após a invasão alemã da Noruega, muitos dos pilotos e aeronaves da Widerøe foram levados para Mjøsa, onde serviram como parte da defesa norueguesa. Todas as aeronaves civis ficaram em terra durante a Ocupação Nazi na Noruega e as autoridades alemãs exigiram a entrega de magnetos e hélices. A oficina em Bogstad foi mantida ocupada com a produção de trenós de ambulância para os militares alemães. Em segredo, a empresa também começou a construir o avião-ambulância Hønningstad C-5 Polar em Bogstad.
Após a libertação da Noruega em 1945, ainda houve uma proibição de voos, e os funcionários em Bogstad foram contratados pela Força Aérea Real Norueguesa no Aeroporto de Oslo, Fornebu. A empresa recebeu permissão para voar a partir de 2 de Fevereiro de 1946. Em 1947, a Forenede Industrier comprou a maior parte da empresa. Viggo Widerøe foi novamente contratado como director administrativo.
Em 1948, a empresa fundiu-se à Polarfly, baseada em Narvik, e mudou o seu nome para Widerøe's Flyveselskap & Polarfly A/S. No ano seguinte, a empresa iniciou uma operação de fotografia aérea. Em 1953, a empresa optou por se diferenciar e iniciou a produção de jangadas de emergência; garagens refrigeradas em alumínio; e elementos térmicos para a indústria. Em 1954, a empresa recebeu um subcontrato da Scandinavian Airlines System (SAS), o sucessor da DNL, para operar uma rota de hidroavião de Tromsø via Alta, Hammerfest e Kirkenes para Vadsø. Para este percurso, a empresa adquiriu o seu primeiro de Havilland Canada DHC-3 Otter. Em 1 de Julho de 1958, a empresa mudou o seu nome de volta para Widerøe's Flyveselskap A/S.
Em 1969, Per Bergsland substituiu Viggo Widerøe como CEO. Em 1970, a empresa foi dividida em duas partes: a divisão de fotografia aérea foi vendida para a concorrente Fjellanger e a nova empresa Fjellanger Widerøe foi criada. Os serviços agendados permaneceram com a Widerøe. O último hidroavião da companhia aérea foi desativado em 1971. Em abril de 1980, a Widerøe iniciou um serviço internacional em nome da SAS.

## Destinos
A Widerøe recebeu contratos de obrigações de serviço público do Ministério dos Transportes e Comunicações da Noruega para conectar os aeroportos regionais aos aeroportos principais. Vinte e cinco desses aeroportos foram servidos num contrato de 1 de Abril de 2009 a 31 de Março de 2012, com a empresa tendo perdido a oferta de serviços para três. Os serviços conectam comunidades e cidades menores a centros regionais e a aeroportos principais que prestam serviços a partir de aviões a jato.
Oito aeroportos em Finnmark e um em Troms estão conectados ao Aeroporto de Tromsø, com um número limitado de serviços que também conectam dois dos três aeroportos principais em Finnmark - Alta e Kirkenes. Entre Tromsø e Bodø, a Widerøe serve seis aeroportos, dos quais dois se conectam a Tromsø e todos a Bodø. Ao sul de Bodø, há seis aeroportos em Helgeland e Namdalen, todos conectados ao aeroporto de Bodø e Trondheim, Værnes. Em Sogn og Fjordane e Sunnmøre, a Widerøe conecta quatro aeroportos ao Aeroporto de Oslo, Gardermoen e ao Aeroporto de Bergen, Flesland.
O principal transporte doméstico da Widerøe entre aeroportos principais é da sua base no aeroporto de Sandefjord, Torp. Os serviços são prestados até cinco vezes por dia para Trondheim, Stavanger e Bergen, bem como serviços sazonais para Bodø e Tromsø. No norte da Noruega, a Widerøe opera alguns serviços que ligam os aeroportos principais, incluindo as ligações de Tromsø a Alta, Hammerfest, Kirkenes e Vadsø, e ligando o aeroporto de Harstad/Narvik, Evenes a Tromsø, Bodø e Trondheim.
Os serviços internacionais são fornecidos de e para cinco aeroportos noruegueses para sete aeroportos estrangeiros na Suécia, na Dinamarca e no Reino Unido. De Sandefjord e Trondheim, a Widerøe conecta-se ao hub da Scandinavian Airlines no Aeroporto de Copenhaga. De Oslo, a Widerøe opera quatro serviços diários para o Aeroporto de Gotemburgo-Landvetter, na Suécia, bem como rotas de Verão para o Aeroporto de Visby, na Suécia, e para o Aeroporto de Bornholm, na Dinamarca. De Bergen e Stavanger, a Widerøe serve o Aeroporto de Aberdeen, Aberdeen, Escócia, e do Aeroporto de Stavanger para o Aeroporto de Newcastle.
Em 2010, a Widerøe assumiu as rotas regionais anteriormente operadas pela SAS no oeste da Noruega; estes ligam os aeroportos de Kristiansand e Kristiansund para Stavanger e Bergen; Haugesund e Molde para Bergen. As aeronaves Fokker 50 da SAS serão substituídas e essas rotas serão operadas por aviões Bombardier Q300 e Bombardier Q400.
Em 2016, a companhia aérea recebeu um contrato de 5 anos do Ministério de Transporte e Comunicações da Noruega para operar 13 das rotas de Obrigação de Serviço Público e começou a operar as rotas em Abril de 2017.

### Acordos de Codeshare
A Widerøe tem acordos de codeshare com as seguintes companhias aéreas (a partir de Abril de 2018):
| - Eastern Airways - KLM - Scandinavian Airlines |

## Frota

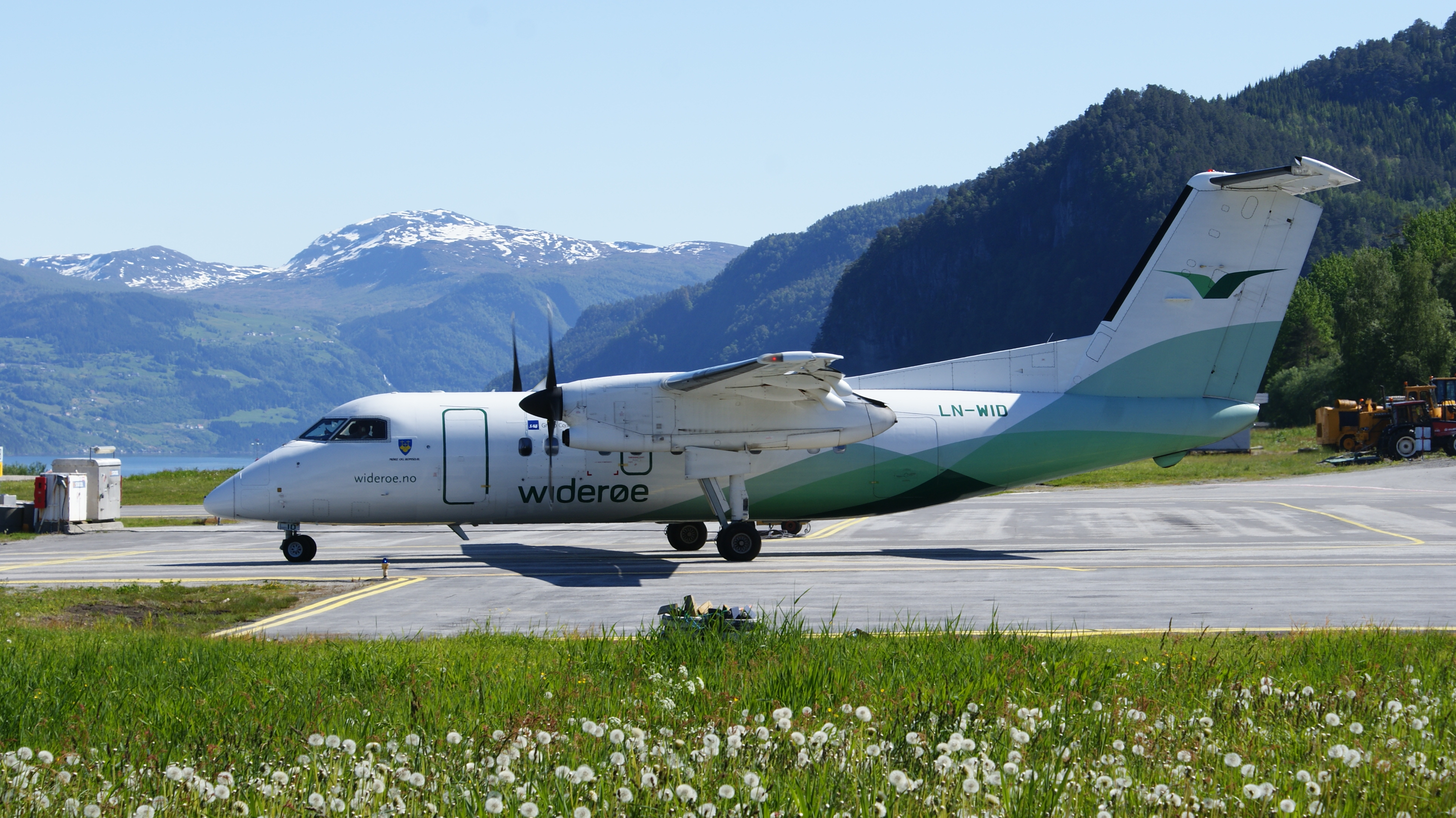
DHC-8-103 no Aeroporto de Sandane, Anda, na Noruega

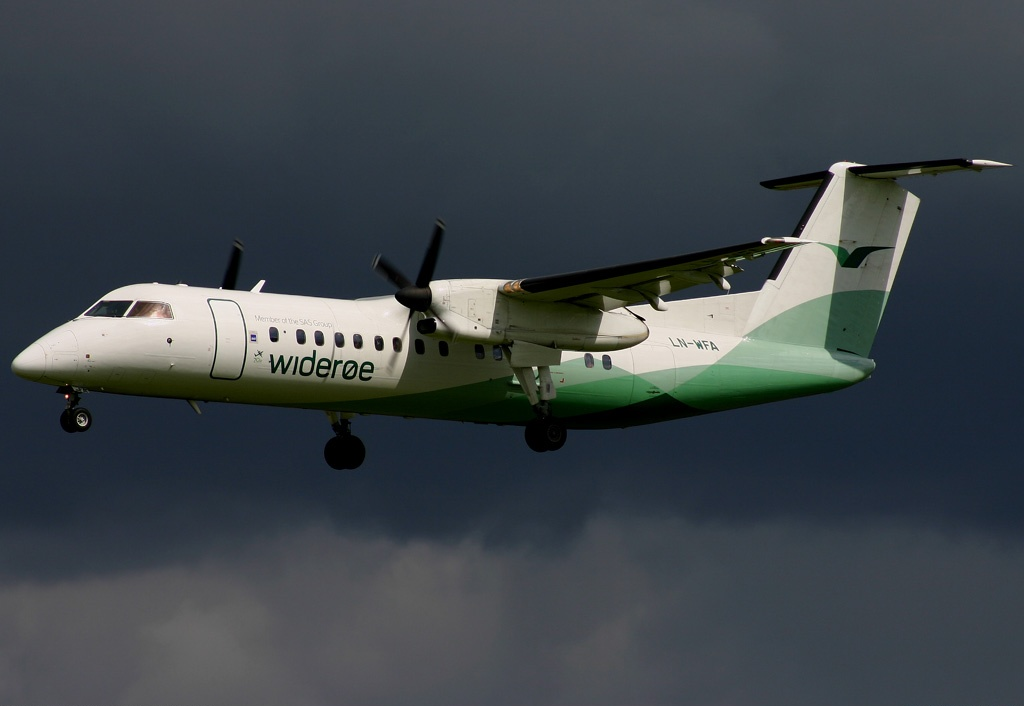
DHC-8-311 no Aeroporto de Manchester

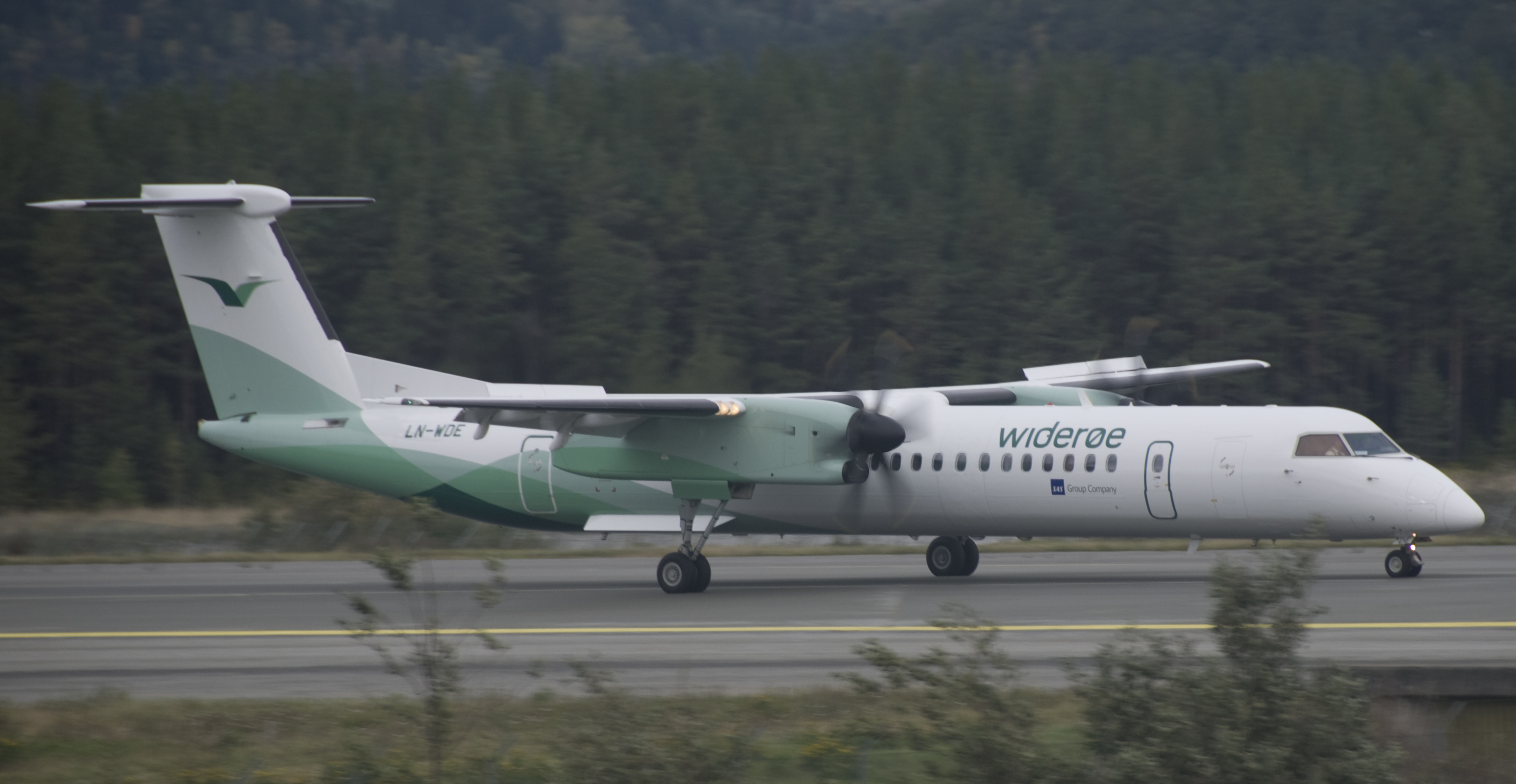
Bombardier Dash 8-Q400 Aeroporto de Trondheim, Værnes

Desde 2000, a companhia aérea opera uma frota composta inteiramente por aeronaves de Havilland Canada/Bombardier Dash 8. A partir de 2012, a Widerøe é a primeira e única companhia aérea do mundo a operar todas as variantes do Dash 8 simultaneamente, e é uma das poucas companhias aéreas que já operaram todas as variantes do Dash 8, assim como as antigas DHC-6. Twin Otter e Dash 7. Em 2008, a Widerøe era a terceira maior operadora do mundo do -100-series, atrás apenas da Piedmont Airlines e da Jazz. Em Janeiro de 2017, foi anunciado que a Widerøe assinou um contrato com a Embraer para até 15 novos jatos da Embraer, com encomendas firmes de três aviões E190-E2 e direitos de compra de mais 12 jatos da família Embraer E2. A companhia aérea será a primeira a operar o modelo E190-E2, e é o primeiro tipo de aeronave a jato, anteriormente com uma frota de turbopropulsores. Entrega dos jatos começou no primeiro semestre de 2018.
Em Janeiro de 2017, a frota da Widerøe era composta pelas seguintes aeronaves:
| Aeronave                       | Em Serviço | Encomendas | Passageiros | Notas                                                |
| ------------------------------ | ---------- | ---------- | ----------- | ---------------------------------------------------- |
| de Havilland Canada Dash 8-100 | 22         | —          | 39          |                                                      |
| Bombardier Dash 8-Q200         | 3          | —          | 39          |                                                      |
| Bombardier Dash 8-300          | 7          | —          | 50          |                                                      |
| Bombardier Dash 8 Q400         | 11         | —          | 78          |                                                      |
| Embraer E190-E2                | 3          | 1          | 114         | Cliente de lançamento, as entregas começaram em 2018 |
| Total                          | 45         | 3          |             |                                                      |

Os modelos Bombardier 8-100, Bombardier 8-Q200 e o Bombardier 8-300 podem operar nos muitos aeroportos de pista curta na Noruega e a Widerøe é a principal operadora neles. Novas aeronaves desse tipo não são mais produzidas.

## Serviço
Os pontos de passageiro frequente EuroBonus podem ser ganhos em todas as rotas internacionais e em todas as rotas domésticas comerciais. Os pontos podem ser resgatados em rotas internacionais e rotas domésticas que não fazem parte da obrigação de serviço público.
Café e chá de cortesia são oferecidos em todos os voos com os aviões Bombardier 8 Q400 e Bombardier 8 Q300 / 300, se o voo estiver programado para 45 minutos ou mais. Snacks e bebidas frias estão à venda se o voo estiver programado para 25 minutos ou mais, e se as condições meteorológicas o permitirem..
Nas rotas operadas nos aviões Bombardier 8 100 / Q200, lanches e bebidas frias estão à venda apenas; nestas aeronaves, devido a não haver galley a bordo, não são servidas outras bebidas para além de café e chá.

## Incidentes e acidentes
- Em 5 de Março de 1964 um Douglas DC-3 pegou fogo antes da decolagem no Aeroporto de Fornebu, Oslo. Todos os 18 ocupantes sobreviveram, mas o avião foi abatido. .[18]
- Em 28 de março de 1968 um hidroavião Otter caiu em Rossfjordstraumen. Não houve mortes, mas o avião foi abatido.[19]
- Em 11 de março de 1982 o voo 933 da Widerøe, operado por um Twin Otter com a matrícula LN-BNK, caiu no Mar de Barents, perto de Gamvik, a caminho do Aeroporto de Berlevåg para o Aeroporto de Mehamn. Todas as investigações concluíram que o acidente resultou de falha estrutural da cauda da aeronave causada por turbulência severa de ar claro. No entanto, tem havido uma controvérsia significativa em torno disso, sendo que alegam que a aeronave colidiu com um Harrier Jump Jet da Força Aérea Real Britânica a voar fora da sua área de operações designada durante um exercício da NATO.[20]
- Em 6 de maio de 1988 o voo 710 da Widerøe, operado por um Dash 7, caiu perto de Brønnøysund, matando todos os 36 passageiros a bordo no pior acidente de sempre do Dash 7. O acidente ocorreu quando a aeronave, ao se aproximar do aeroporto de Namsos, desceu de 1500 pés para 550 pés cedo demais no procedimento de pouso, colidindo com a montanha Torghatten.[21]
- A 12 de abril de 1990, o voo 839 da Widerøe, operado por um Twin Otter, caiu no mar um minuto após a decolagem do Aeroporto de Værøy, matando as cinco pessoas a bordo. O acidente foi causado por rajadas de vento fortes e imprevisíveis durante a decolagem, que ultrapassaram os limites estruturais da aeronave e criaram uma quebra do leme, tornando-a incontrolável. O aeroporto foi encerrado após o acidente e substituído pelo Heliporto de Værøy.[22][23]
- Em 27 de outubro de 1993, o voo 744 da Widerøe, operado por um Twin Otter, caiu ao aproximar-se do aeroporto de Namsos a caminho do aeroporto de Trondheim, matando a tripulação e 4 passageiros. Tendo descido de 1100 pés, a aeronave deveria estabilizar a uma altitude de 500 pés, mas continuou a descer, até embater na crista de uma montanha a 6 km do aeroporto.[24][25]
- Em 14 de junho de 2001 o trem de aterragem principal de uma aeronave Dash 8-100 colapsou ao aterrar no Aeroporto de Båtsfjord após um voo do Aeroporto de Alta, resultando em danos substanciais à aeronave. Dos três tripulantes e 24 passageiros a bordo, nenhum ferimento foi registadp. A aeronave, LN-WIS, foi abatida.[26][27]
- No dia 1 de maio de 2005, um Dash 8-100 com matrícula LN-WIK caiu durante o pouso no Aeroporto de Hammerfest. Pouco antes de pousar, a velocidade do vento mudou e aumentou, criando vento de cauda. O aumento de vento na fasede descida foi compensado, mas foi insuficiente, e a aeronave pousou apenas com o trem de aterragen direito, com a perna falhando e a aeronave acabou por deslizar com a barriga. O avião foi abatido e a Widerøe foi criticada por permitir pousos sob fortes ventos e rajadas.[28][29] A Autoridade da Aviação Civil da Noruega impôs regulamentos mais rigorosos sobre o vento no aeroporto.
- Em 15 de setembro de 2010 o Dash 8-100 de matrícula LN-WIF fez uma aterragem de emergência no Aeroporto de Sandnessjøen, em Stokka. Pouco antes da aterragem, a aeronave foi atingida por uma forte rajada de vento e o trem de aterragem a estibordo colapsou no pouso. Havia 39 passageiros e 4 tripulantes a bordo, todos foram evacuados em segurança.[30]
- No dia 7 de dezembro de 2017 o Dash 8-100 de matrícula LN-WID bateu num camião de reboque durante uma tempestade no Aeroporto de Bodø. Logo após a terragem, a aeronave solicitou um camião de reboque para rebocá-los para o portão devido ao vento forte e à superfície escorregadia. O camião foi levado pelo vento e atingiu a hélice. Não houve feridos entre os passageiros e a tripulação.[31]